# Capensibufo
Capensibufo é um pequeno gênero de sapos verdadeiros com apenas duas espécies. O nome português comum é sapos-do-cabo. Achados na República da África do Sul, de Breede River ao norte de Knysna, Província do Cabo Ocidental.

## Espécies
Duas espécies são atribuídas a este género:
| Nome binomial e autor               | Nome vulgar           |
| ----------------------------------- | --------------------- |
| Capensibufo rosei (Hewitt, 1926)    | Rose's Mountain Toad  |
| Capensibufo tradouwi (Hewitt, 1926) | Tradouw Mountain Toad |